# پایگاه هوایی برانزویک
پایگاه هوایی برانزویک (به انگلیسی: Naval Air Station Brunswick) یک فرودگاه نظامی با کد یاتا NHZ است که یک باند فرود آسفالت (تعطیل) دارد و طول باند آن ۲۴۳۸ متر است. این فرودگاه در کشور ایالات متحده آمریکا قرار دارد و در ارتفاع ۲۳ متری از سطح دریا واقع شده‌است.